# QCストーリー
QCストーリーとは、QCにおける問題解決に関して、「テーマ」「取り上げた理由」「現状の把握」「解析」「対策の立案」「対策の実施」「効果の確認」「歯止め」「残された問題と今後の進め方」という構成要素に基づく活動、または発表の手順をいう。構成要素に「目標の設定」を含めることもある。
各構成要素は、その順序を守って活動せよ、または発表せよ、という意味です。
従って、事前にそのような順序で作成した記入用紙（定型用紙）を配って活動の結果を記入させることは誤りである。

## 種類
一般に、
1. 原因に迫って対策を講じるタイプを「問題解決型」、
2. 設計的なアプローチを「課題達成型」、
3. 原因や対策が見えている場合を「施策実行型」

と呼んでいるが、実務は相当に異なる。

## 実務上の種類
1. 問題解決型は、原因を明確にしなければ対策を検討・実施しない「原因確定型」と、原因を確定する前にある程度疑わしい数個の要因に対策を講じる「対策先行型」に分かれる。後者の場合は、対策を講じてから原因を確定する。
2. また、特性要因図に要因を溜め込んでから対策を立案する「溜め込み型」と、要因を見つけ次第に対策を講じていく「逐次対策型」があり、実務で広く活動手順として使われる。前者は各要因の水準の組合せを問題とし、溜め込んだ要因について重回帰分析や直交配列表で影響力を評価することが多く、後者は各独立の要因である場合に行うことが多い。
3. 予防型と称すべきものがあり、現にトラブルが起きているわけではないが、将来トラブルの原因になるかもしれない要因を見つけて対策を講じる活動である。この活動だけを行うテーマの場合もあるが、問題解決型の中で行うことも多い。この予防型で使用する特性要因図は「管理用特性要因図」である。

## 目的
1. 発表手順説：テーマごとに発表項目や順序が異なると、聴衆が理解しづらいし審査員の採点の困難をきたすので、標準化したものとする。
2. 発表・活動手順説：この手順は活動手中としても有効であるとする。
3. モデル説：極めて単純化した典型的な発表・活動手順説パターンを示すとする。実務の活動は一般に複雑で、以上のQCストーリーでは賄えない。例えば、1つのテーマで原因Aを是正し、原因Bは設計的に解決し、原因Cは施策実行型の活動を行なうなど、一般には混合型となる。

### 問題点
1 　最近、「現状の把握」の次に「目標の設定」を設ける指導例を見ることがあるが、誤りであると解される。なぜなら、小集団活動（QCサークル、日常管理）は少ない出費でどこまで改善できるか分からないが「行けるところまで行こう」という趣旨の改善活動であるから、失敗を恐れない活動であり、企画し（P）、実施し（D）、結果を見て（C）、その後の行動を検討する（A）という管理サイクルを基調とするからである。つまり、失敗なら失敗で次の手を考えよう、というアプローチである。他方、方針管理のように失敗が許されない一発勝負の場合は、石橋を叩く必要があり、ここで事前に「最善の、しかも投資対効果に不満のない手段と成果」を確認する行為（目標設定）が不可欠となるが、その設定は、「対策の立案」と「対策の実施」の間に位置することになる。
2 　「取り上げた理由」の意味について、2つの立場がある。
主観説：「活動テーマ」として取り上げた理由を指すものと説明する。つまり、「なぜ、その活動を行ったのかを説明せよ」との意味である。多くの発表事例ではこの立場がとられているが、この立場が支持されていることを意味する訳ではない。なぜなら、日常管理（小改善）は、ムリ・ムラ・ムダの全てに取り組む活動であって、特別な理由があるテーマを対象にし、他は放置するという活動ではないからである。
客観説：「発表テーマ」として取り上げた理由を指すものとする。つまり、「なぜ、その活動を発表するのか、発表用に選んだ理由を説明せよ」との意味である。QCストーリーはQCサークルの事例発表で利用されることが多いが、QCサークルは日常管理の活動であり、活動するのが当然で格別の理由を要しない。発表に値しない事例が大部分を占めるのは当然であり、その玉石混交の中から「発表に値するもの」を選んで発表するのだから、「発表用に選んだ理由」を意味すると説明する。
3 　上に列挙されたQCストーリーの構成要素は、その順序を守って活動せよ、または発表せよ、という意味ではない。従って、事前にそのような順序で作成した記入用紙（定型用紙）を配って活動の結果を記入させることは誤りである。
4　「解析」「対策の立案」「対策の実施」とあるが、後述するように、要因に着想し次第、逐次、対策を立案・実施する場合があり、必ずしも解析が完了してから対策を立案・実施する場合に限らない。
5 「対策の実施」の後、「効果の確認」で効果不十分の場合に、再度、「現状の把握」「要因解析」「対策の立案」に戻ることが多い。